# Üzengi, Akıncılar
Üzengi là một xã thuộc huyện Akıncılar, tỉnh Sivas, Thổ Nhĩ Kỳ. Dân số thời điểm năm 2011 là 30 người.